# Otto Haltermann
Otto Haltermann (* 3. März 1858 in Lübeck; † Februar 1894 ebenda) war ein deutscher Verwaltungsbeamter.

## Leben
Otto Halterman war ein Sohn des Lübecker Obergerichts-Direktors Eduard Haltermann (1808–1885). Er besuchte das Katharineum zu Lübeck bis zum Abitur Ostern 1879 und studierte Rechtswissenschaften an der Eberhard Karls Universität Tübingen. 1880 wurde er Mitglied des Corps Suevia Tübingen. Nach dem Studium und dem Assessor-Examen trat er in den lübschen Verwaltungsdienst ein. Er war bis zu seinem Tod 1894 Stadt- und Landrat beziehungsweise Oberbeamter des Stadt- und Landamts Lübeck. Er starb nach mehrmonatiger Krankheit.
Der Lübecker Kaufmann und Senator Heinrich Wilhelm Haltermann war sein Onkel.